# Agáve obecná
Agáve obecná (Agave americana), také známá jako agáve americká, je druh rostliny z čeledi chřestovité, pocházející z Mexika a USA (Nové Mexiko, Arizona a Texas). Pěstuje se na celém světě jako okrasná rostlina.
Na řadě míst roste i volně: v Jižní Americe, Africe, Austrálii, Indii, Číně a v dalších částech Asie.

## Popis
Jedná se o mohutnou rostlinu. Má šíři asi 1,8 až 3,0 metru se šedozelenými listy dlouhými 0,9 až 1,5 metru. Každý list má pichlavý okraj a výrazný trn na špičce.
Agáve typicky žije 10 až 30 let. Na konci svého života vysílá rostlina vysoký, rozvětvený stonek plný žlutých květů. Květ může dosáhnout celkové výšky 8-9 m. Rostlina umírá po vykvetení, ale produkuje výhonky nebo odnože ze základové růžice, které pokračují v růstu.